# Region
For den administrative inddeling af Danmark i regioner, se Danmarks regioner.
En region kan betyde:
1. Et geografisk område, eksempelvis et område af Jorden, et område af et land, en subnational enhed eller en hvilken som helst overflade. Kan både være en formel betegnelse (se nedenfor) eller en uformel betegnelse. Eksempler: de nordlige regioner, polarregionerne, de sydlige fynske regioner, de mellemøstlige regioner.
2. En administrativ inddeling af et land, et område eller en by.
3. En generel betegnelse for en del af noget; eks.: atmosfærens øvre regioner, havets nedre regioner.
4. En militær betegnelse for et landområde som i krisesitiuationer er underlagt en oberst samt hans stab. En region har ikke store militære enheder, men koordinerer med øvrige militære enheder i området samt politi og beredskabstyrelsen (totalforsvarsregionerne).

## Administrative regioner
Ordet region kommer fra det latinske ord regio, og betegnelsen anvendes af flere lande som det formelle navn på en administrativ inddeling af landet som f.eks. de danske regioner.

### Lande, der bruger regioner som subnationale enheder
- Belgien (fransk région, tysk Region, og den hollandske/flamske betegnelse gewest, der ofte oversættes som region)
- Chile (región)
- Congo (región)
- Danmark (fra 2007, i stedet for amterne)
- Elfenbenskysten (región)
- Eritrea
- Filippinerne (region)
- Frankrig (région)
- Ghana
- Guinea (région)
- Guinea-Bissau (região)
- Italien(regione)
- Mali (région)
- Namibia
- New Zealand
- Peru (región)
- Senegal (région)
- Tanzania
- Togo (région)
- Ungarn (régió)

## Ikke-primære administrative regioner
Den filippinske regering bruger betegnelsen region (filippinsk rehiyon), når provinser, som er landets primære administrative enhed, grupperes. Samme procedure anvendes i Brasilien, hvor staterne (portugisisk estados), landets primære administrative enheder, grupperes i "store regioner" (portugisisk grandes regiões), mens Rusland anvender "экономические районы" (økonomiske regioner) til samme formål, ligeså gør Rumænien og Venezuela.